# An Oversimplification of Her Beauty
An Oversimplification of Her Beauty (no Brasil, Uma Super-Simplificação de Sua Beleza) é um filme de comédia dramática estadunidense de 2012 dirigido e escrito por Terence Nance. Protagonizado por Nence e Namik Minter, teve sua primeira aparição no Festival de Cinema de Sundance em 21 de janeiro de 2012.

## Elenco
- Terence Nance - Terence
- Alisa Becher
- Jc Cain
- Dexter Jones
- Namik Minter
- Talibah Lateefah Newman
- Chanelle Pearson